# 天門市
天門市（てんもん-し）は中華人民共和国湖北省に位置する省直轄県級市。江漢平原北部、武漢市から約70kmの位置にある。綿花の郷として知られ、『茶経』の著者陸羽の故郷である。天門三蒸という料理が有名である。

## 歴史
長江最初の都市遺跡で、長江中流地域の中心都市だったと考えられる石家河遺跡（石家河文化）が発見されている。
春秋時代は鄖、戦国時代は楚の竟陵邑が設置された。竟陵とは大洪山脈の終止点にあたる事から「陵之竟也」の意味として命名された。秦による中国統一がなされると、南郡の下に竟陵県が設置された。
936年（天福元年）、後晋が高祖である石敬瑭の「敬」が「竟」と同音であったことより景陵県と改称された。さらに1726年（雍正4年）には清朝の康熙帝の墓陵である景陵の名を避けて天門県と改称された。
1987年8月、県級市に改編され、更に1994年10月に湖北省直轄市に改編され現在に至る。

## 行政区画
- 街道：竟陵街道、候口街道、楊林街道
- 鎮：多宝鎮、拖市鎮、張港鎮、蔣場鎮、汪場鎮、漁薪鎮、黄潭鎮、岳口鎮、横林鎮、彭市鎮、麻洋鎮、多祥鎮、干駅鎮、馬湾鎮、盧市鎮、小板鎮、九真鎮、皂市鎮、胡市鎮、石家河鎮、仏子山鎮
- 郷：浄潭郷
- その他：蔣湖農場、白茅湖綿花原種場